# Lago Wairarapa
O lago Wairarapa é um lago da região de Wellington, no sudeste da Ilha Norte, na Nova Zelândia. Situa-se no curso do rio Ruamahanga, a 50 km a leste da capital da Nova Zelândia.
Dá o nome à sub-região de Wairarapa. É o terceiro maior lago do país, sendo apenas um pouco menor que o lago Rotorua.